# Lionel Robbins

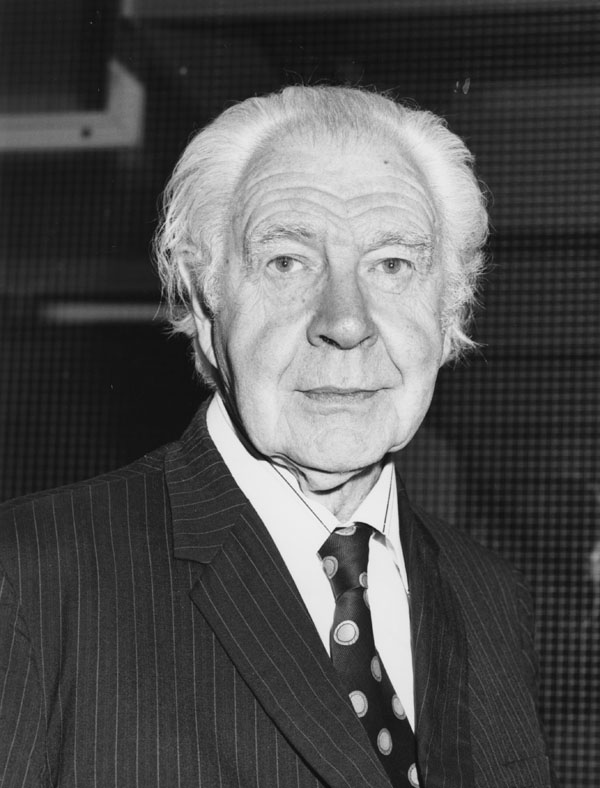
Lionel Robbins (2009)

Lionel Charles Robbins, Baron Robbins (* 22. November 1898 in Sipson, Middlesex; † 15. Mai 1984 in London) war ein britischer Ökonom und langjähriger Leiter der volkswirtschaftlichen Abteilung der London School of Economics.

## Leben und Wirken
Bekannt ist seine Definition von Ökonomie als Verhaltenswissenschaft, die die Beziehung von Zielen und knappen Mitteln mit alternativen Verwendungen untersuche:

“Economics is a science which studies human behavior as a relationship between ends and scarce means which have alternative uses.”

„Ökonomie ist eine Wissenschaft, die menschliches Verhalten als Beziehung zwischen Zielen und knappen Mitteln mit alternativen Verwendungen untersucht.“

Robbins nahm am Ersten Weltkrieg in der britischen Artillerie teil und lehrte von 1925 bis 1961 an der LSE. Er war ein Anhänger von William Stanley Jevons und Philip Wicksteed (1844–1927) und stand auch unter dem Einfluss von Léon Walras, Vilfredo Pareto, Eugen von Böhm-Bawerk, Friedrich Hayek, Friedrich von Wieser und Knut Wicksell. Robbins wurde 1929 Chef der ökonomischen Abteilung der LSE und holte bald Friedrich August von Hayek an sein Institut. John Richard Hicks, Nicholas Kaldor, Abba Lerner und Tibor Scitovsky kamen aus dieser Schule.
Robbins beteiligte sich an der Debatte über sozialistische Wirtschaftsrechnung auf der Seite von Hayek und Ludwig von Mises, und gegen Abba Lerner, Fred Taylor, und Oskar Lange.
Robbins trat ursprünglich als entschiedener Gegner von John Maynard Keynes und der Ökonomenschule von Cambridge auf – er sah die LSE zunächst geradezu als Bollwerk gegen den Keynesianismus. Letzten Endes akzeptierte er aber – anders als Hayek – die „Keynesianische Revolution“.
In seinen späteren Jahren wandte sich Robbins der ökonomischen Dogmengeschichte zu. Er erwarb sich große Verdienste um das britische Universitätssystem und wurde am 16. Juni 1959 zum Life Peer mit dem Titel Baron Robbins, of Clare Market in the City of Westminster, geadelt und damit auch Mitglied des House of Lords. Seit 1942 war er Mitglied der British Academy. 1955 wurde er in die American Philosophical Society und 1966 in die American Academy of Arts and Sciences gewählt.

## Publikationen (Auswahl)
- Principles Of Economics, 1923, Economics.
- Dynamics of Capitalism, 1926, Economica.
- An Essay on the Nature and Significance of Economic Science, London 1932.
- The Great Depression, 1934.
- Interpersonal Comparisons of Utility: A Comment, 1938, EJ.
- The Economic Causes of War, 1939.
- The Economic Problem in Peace and War, 1947.
- The Theory of Economic Policy in English Classical Political Economy, 1952.
- Robert Torrens and the Evolution of Classical Economics, 1958.
- Politics and Economics, 1963.
- The University in the Modern World, 1966.
- The Theory of Economic Development in the History of Economic Thought, 1968.
- Jacob Viner: A tribute, 1970.
- The Evolution of Modern Economic Theory, 1970.
- Autobiography of an Economist, 1971.
- A History of Economic Thought: the LSE Lectures, edited by Warren J. Samuels and Steven G. Medema, 1998.